# Hole, Buskerud

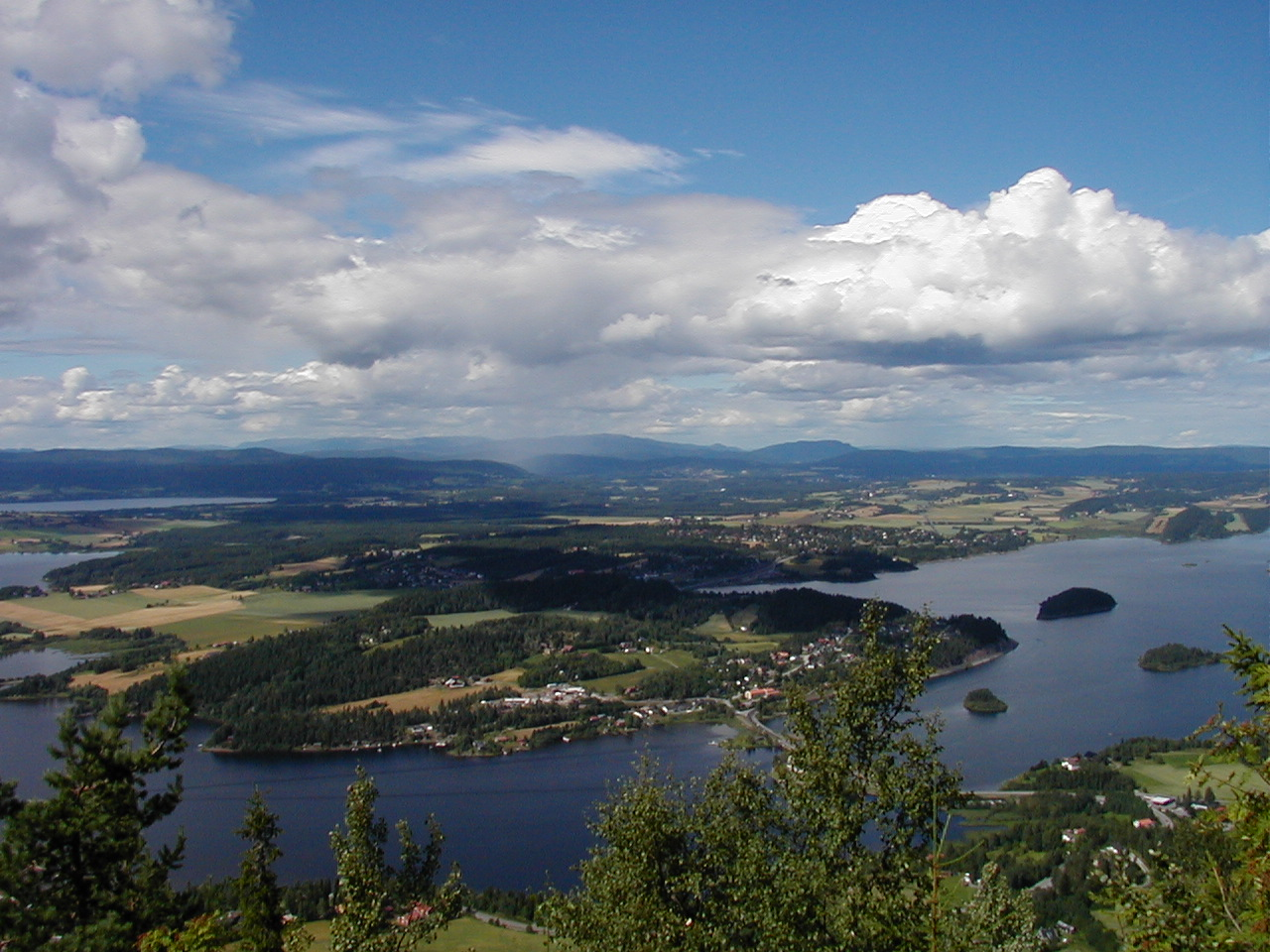
Hình ảnh đô thị Hole được từ trên cao.

Hole là một đô thị hạt Buskerud, Na Uy. Nó là một phần của khu vực truyền thống Ringerike. Trung tâm hành chính của đô thị này là làng của Vik.
Đô thị (ban đầu là một giáo khu) được đặt tên theo nông trang cũ Hole (tiếng Na Uy cổ: Hólar), do nhà thờ đầu tiên được xây dựng ở đây. Tên gọi này là hình thức số nhiều của Holl có nghĩa là "vòng (và bị cô lập) đồi".
Đô thị của Hole được thành lập ngày 01 tháng 1 năm 1838 (xem formannskapsdistrikt). Khu vực Tyristrand được tách ra từ lỗ trên 01 tháng 7 năm 1916 để trở thành một đô thị của riêng nó. Đô thị Hole được sáp nhập vào các đô thị lân cận của Ringerike năm 1964, tuy nhiên, sáp nhập này đã kết thúc vào năm 1977 khi lỗ đã được phục hồi như là một đô thị riêng biệt.
Đô thị này được xem như là một phần của khu truyền thống Ringerike, không nên nhầm lẫn với các đô thị Ringerike. Hole nằm bên hồ Tyrifjorden và kéo dài đến các vùng rừng xung quanh Oslo. Đất màu mỡ, phù hợp cho cây ăn quả, quả mọng và các sản phẩm nông nghiệp khác.